# 世界蚊子日

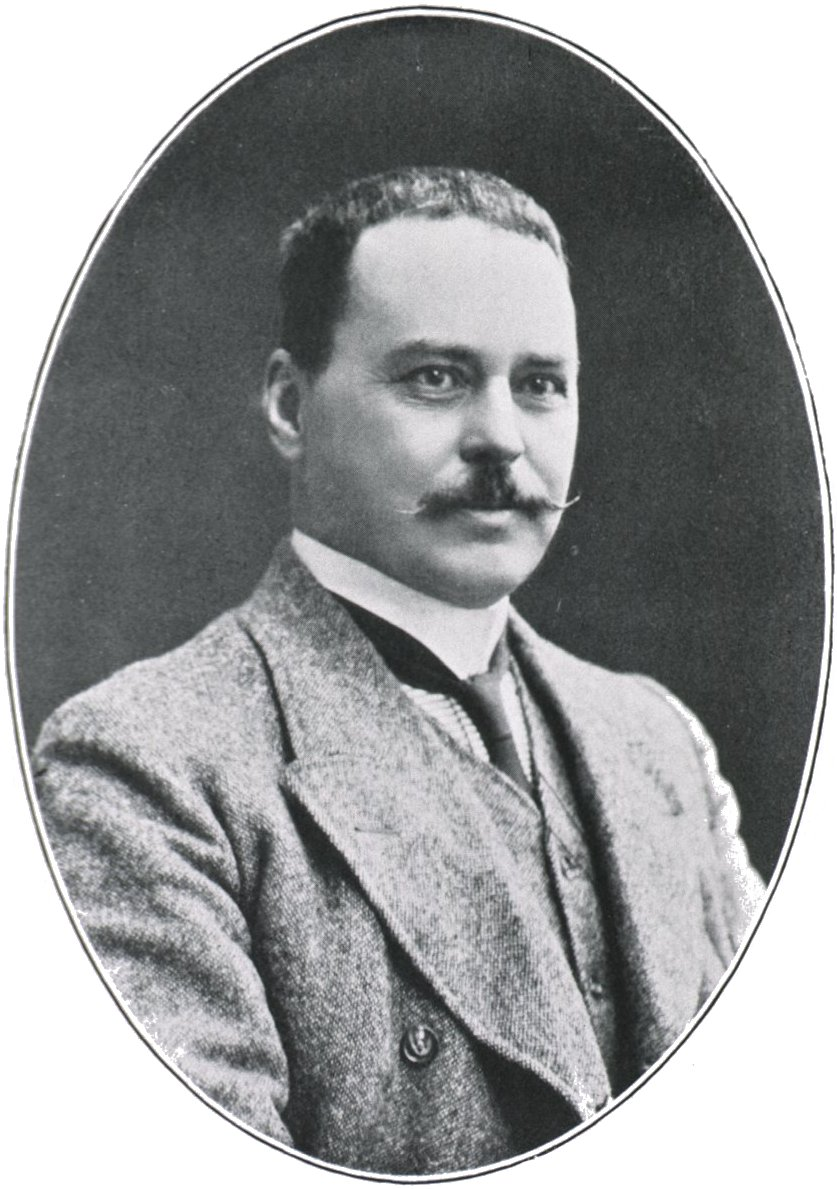
罗纳德·罗斯爵士

世界蚊子日定于每年的8月20日，是为了纪念英国医生罗纳德·罗斯爵士于1897年发现雌蚊在人类间传播疟疾而设立的。罗斯医生生前负责这项纪念活动，同时他也是这个节日的提议者。
伦敦卫生与热带医学院在每年都会举行世界蚊子日的庆祝活动，包括派对和相关的展览。这样一项传统可以追溯至20世纪30年代。